# Pablo Sáez
Pablo Sáez Alonso-Muñumer (11 de junho de 1964) é um político espanhol. Atualmente desepenha as funções de deputado no Congresso dos Deputados de Espanha e tesoureiro do partido vox, sendo membro da comissão executiva do partido.

## Biografia
É formado em economia pela Universidade de Valladolid e possui mestrado em direito financeiro pela IESE Business School. Depois de formado, trabalhou como corretor de seguros por trinta anos. Tornou-se membro do Vox pela primeira vez em 2014 e atuou no comité executivo nacional do partido antes de se tornar o tesoureiro do partido. Durante as eleições gerais espanholas de novembro de 2019, ele foi eleito para a 14ª legislatura representando o distrito eleitoral de Valladolid.